# Yusufari
Yusufari è una città della Repubblica Federale della Nigeria appartenente allo stato di Yobe.
È il capoluogo dell'omonima area a governo locale (local government area) che si estende su una superficie di 3.928 km² e conta una popolazione di 111.086 abitanti.